# アダム・アルベルト・フォン・ナイペルク
アダム・アルベルト・フォン・ナイペルク伯爵（Graf Adam Albert von Neipperg、1775年4月8日 - 1829年2月22日）は、オーストリア帝国の貴族、軍人、政治家。フランス皇帝ナポレオン1世の皇后だったパルマの女公マリア・ルイーザ（独：マリー・ルイーゼ）と再婚し、女公を公私両面で支えた。

## 生涯

### 生い立ち、青年期
1775年、レオポルド・フォン・ナイペルク伯爵（Graf Leopold von Neipperg、1728–1792）と彼の三番目の妻マリー・ヴィルヘルミーネ・フォン・ハッツフェルト伯爵令嬢（Gräfin Marie Wilhelmine von Hatzfeldt、1750–1784）の息子として生まれた。祖父ヴィルヘルム・ラインハルト・フォン・ナイペルクは、陸軍元帥であり、1726年に男爵から帝国伯に陞爵された。財務官及び外務事務官として勤めた父レオポルドは、ナポリ王国駐在大使を務めた。アダム・アルベルトは、シュトゥットガルトのホーエン・カールスシューレ（高等学校）で学んだ。1791年、オーストリア陸軍に入隊して軍人となった。
フランス革命戦争とナポレオン戦争を戦い、多数の傷を負った歴戦の勇者としてマリア・テレジア軍事勲章を授与されている。1794年9月、オランダのドゥール（現在のベルギー北部オースト＝フランデレン州）近くで諜報任務を終えて復帰する中、フランス軍と遭遇して銃剣傷を負った。この負傷によりナイペルクは右目を失明し、フランス軍に捕らえられたが、捕虜交換で釈放できた。1806年2月4日、ヴェネツィア貴族出身のテレジア・ポーラ伯爵令嬢と結婚し、4人の息子が生まれた。1810年に少将に昇進し、駐ストックホルム軍事外交官となった。1812年、ドレスデンでの各国首脳会議の後、プラハに残留したマリー・ルイーゼに皇后付武官として仕えたことがあった。
1813年10月、中将に昇進した。同年12月には対仏同盟への加担を模索していたナポリ国王ジョアシャン・ミュラに派遣され、オーストリアとナポリ王国の同盟交渉を行った。翌年初にロンバルディアへ帰還し、師団長としてパヴィーアに留まった。
軍事面だけでなく文化・芸術にも素養があり、また活動的で真面目な人物でもあった。

### マリー・ルイーゼとの出会い

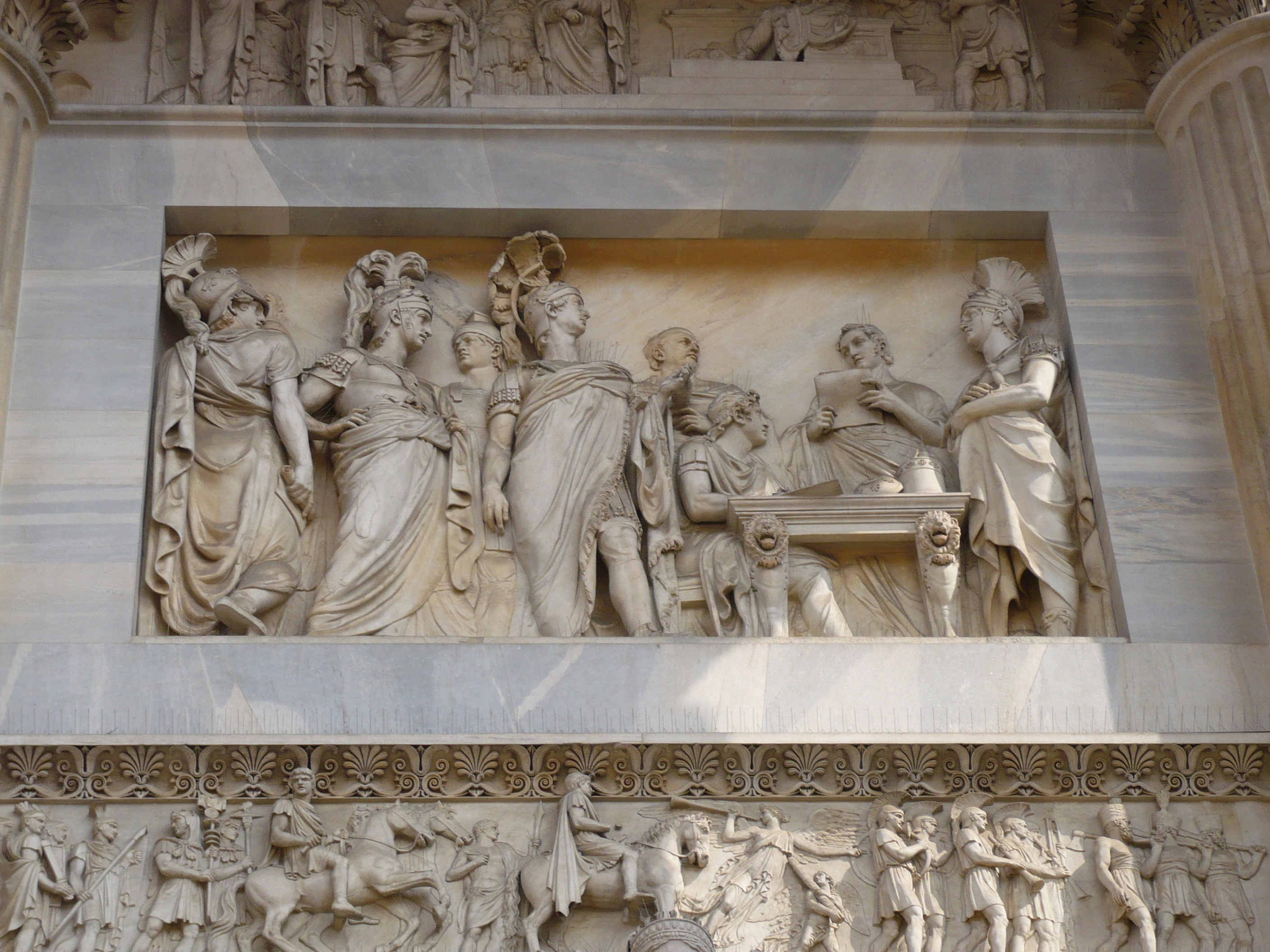
平和の門左アーチ側面に施された「1815年のナイペルク将軍のナポリ入城」と題された彫刻

神聖ローマ皇帝フランツ2世（オーストリア皇帝フランツ1世）の長女マリー・ルイーゼ大公女（仏：マリー・ルイーズ、伊：マリア・ルイーザ）は、1809年のヴァグラムの戦いにおけるオーストリア側の敗北の後、フランス皇帝ナポレオン1世が彼自身の嫡出子を欲して求婚を受け、これを受諾せざるを得なかった。マリー・ルイーゼは1810年4月1日にナポレオン1世と結婚し、翌1811年3月20日にナポレオン2世（ナポレオン・フランソワ/ナポレオン・フランツ）を出産した。しかしナポレオン1世の敗北が確定的になると、1814年5月21日にウィーンに帰国した。
マリー・ルイーゼ自身は、ナポレオン1世が流刑になったエルバ島へ行く意思があったが、未だフランス敗戦後の交渉が終結していない中、オーストリア側としてはこれを阻止する必要があった。皇帝フランツから「どんな手段を講じても」マリー・ルイーゼのエルバ島行きを阻止するための人材を求められ、陸軍参謀総長シュヴァルツェンベルク元帥は、パヴィーアに赴任中だったナイペルク伯爵を推薦した。皇帝の「いかなる手段を講じても」という指示についての解釈について結論は出ず、ナイペルクに委ねられた。
1814年7月14日、ナイペルク伯はマリー・ルイーゼの静養先エクス＝レ＝バンに先回りし、7月16日に彼女を出迎えた。ナイペルクはマリー・ルイーゼの監視と警護のため常に傍らにおり、やがてマリー・ルイーゼにとって必要不可欠な側近となった。ナイペルクは、皇帝から監視の命を受けていることを隠さず、かえって大公女からの信頼を得ていた。同年5月29日、ナポレオン1世の最初の后ジョゼフィーヌが逝去した。これが6月に入ってエルバ島に遅れて伝わると、ナポレオン1世は孤独や経済苦から、マリー・ルイーゼ宛てに8月18日付で厳しい叱責の手紙を送るとともに、直ちにエルバ島に来るよう指示を伝言した。
マリー・ルイーゼは8月23日に受け取ったこの手紙に衝撃を受け、また恐怖を感じ、この手紙やナポレオンの指示をナイペルクに打ち明けるとともに、エルバ島行きの意思が完全に潰えてしまった。8月30日の手紙で、帰路のスイス旅行へのナイペルクの同行を父帝に願い出、許可された。22歳のうら若いマリア・ルイーザは、恐怖から脱したことに対し、ナイペルクへ感謝以上の好意を寄せるようになった。ナイペルクは節度を保とうとしたが、このスイス旅行中に初めて肉体関係を持った。
10月10日、マリー・ルイーゼ一行はウィーンに戻った。すでにウィーン会議が始まっており、ナイペルクはメッテルニヒとの折衝やマリー・ルイーゼへ助言により、ナポリ君主の地位を手に入れられるよう計らった。一方、マリー・ルイーゼの側近モンテベッロ公爵夫人らが二人の関係の噂を吹聴したこともあって、マリー・ルイーゼはナイペルクとの別れを決心した。真偽不明であるがナイペルクがこの頃自殺を図ったとする説があり、いずれにせよナイペルクも体調を崩していた。
1815年2月、ナポレオン1世がエルバ島を脱出すると、ナポリのジョアシャン・ミュラは独断でオーストリアと戦い（ナポリ戦争）、ナイペルクは再び北イタリア方面に出征することとなった。続くワーテルローの戦いを目前に、最終的にマリー・ルイーゼ一代限りとして、パルマ公国の君主の地位が与えられることが決定した。同年3月29日、パルマ公国軍の最高司令官に任命されている。
ナポリ戦争の間、ナイペルクは最初の妻テレジアと死別した。またナイペルク自身も病気だったが、オーストリア陸軍の第1軍団を率いてミュラの軍をトレンティーノの戦いで撃破し、南下して5月21日にはナポリに入城した。ナイペルクは軍政官となり、ナポリ王国の軍部やイギリス大使と講和交渉に臨んでカサランツァ条約を締結し、イタリアでの戦争は終了した。その後、フランスに転出されプロヴァンスで軍人行政官となった。

### パルマ公国の政治家として
1815年12月1日、ナイペルクはプロヴァンス地方からヴェネツィアに向かい、フランツ皇帝のヴェネツィア行幸に同行した。同月9日、ナイペルクはヴェネツィアを発って同月12日にウィーンに赴き、パルマ公国の首相及び軍司令官としての命を受けるとともに、マリー・ルイーゼと再会した。1816年4月20日、マリア・ルイーザ女公はパルマ公国に到着した。
ナイペルクはナポレオン戦争以来荒廃した農村に対し、軍事費を大幅に縮減して、農業を振興する政策をとった。さらに公共事業も意欲的に進めた。また、街の視察を好んで行い、市民との会話から要望や不満を察知し、清廉な人柄でイタリア人の信頼を得た。
1817年5月1日、マリア・ルイーザとの間に第1子長女アルベルティーネ が誕生するが、当然、このことは伏せられ、オーストリア本国も気づかないほどだった。1819年8月9日に第2子長男のヴィルヘルム・アルブレヒト も誕生した。
1821年5月5日、ナポレオン1世が逝去した。同年8月8日、マリア・ルイーザ女公とナイペルク首相は極秘裏に再婚した。8月15日に女児が誕生したが、生後すぐに逝去した。
1820年代以降、ナイペルク首相はたびたび狭心症の発作を起こすようになった。1828年夏、女公がウィーンに帰省しナポレオン2世や親族と過ごすのに付き従った後、帰路にトリノで狭心症の重い発作を起こした。水腫を併発して不治であると診断を受け、翌1829年2月22日に逝去した。
マリア・ルイーザは葬儀を国葬として聖パウロ教会で行ったが、結婚を公にしておらず未亡人としては参列できなかった。ナイペルクは遺書により、二人の子供を皇族に列するよう皇帝に求めていた。同年3月、マリア・ルイーザ女公はメッテルニヒ宰相の調査に対し事実を告白すると、父フランツ皇帝は寛大に許し、皇后カロリーネ・アウグステも女公を激励した。
二人の子供は「モンテヌーヴォ」の姓を与えられて貴族に叙された。「ナイペルク」はドイツ語の「ノイエ（新）」「ベルク（山）」のそれぞれ転訛で、「モンテ（山）」「ヌーヴォ（新）」もイタリア語で同義である。一方、ナポレオン2世は、父ナポレオン1世の存命中に母が「不義」の末に異父弟妹を儲けていたことに強い衝撃を受けた。女公は、1834年2月17日に首相のシャルル・ルネ・ド・ボンベルと再婚した。
パルマ公国は、1847年12月17日に女公が逝去すると、再びブルボン＝パルマ家が統治し、1860年にサルデーニャ王国へ併合された後、イタリア王国に統一された。

## 子女

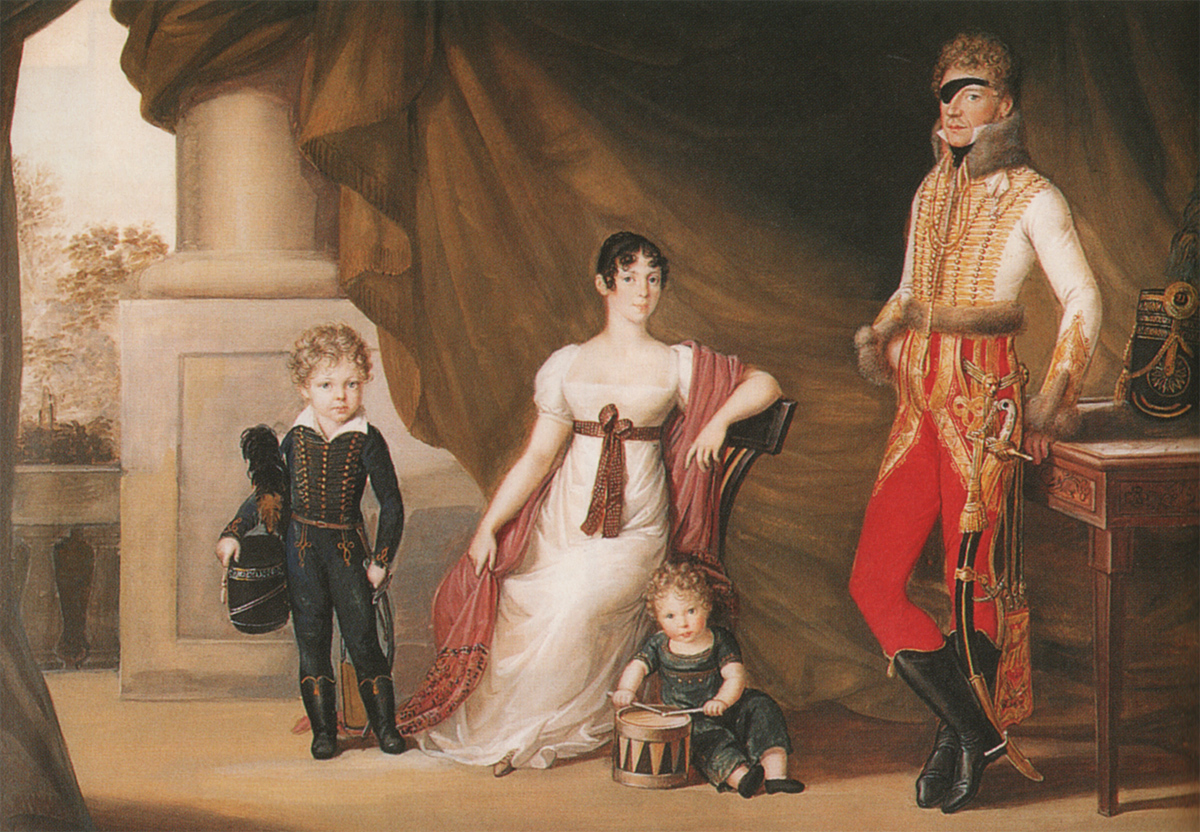
ナイペルク伯爵一家（1810年頃画）

最初の妻テレジア・ポーラ（Gräfin Theresia Pola、1778–1815）との間に4男がある。
- アルフレート（ドイツ語版）（1807–1865） - ヴュルテンベルク王女マリー・フリーデリケと結婚。夫妻の間に子供はいなかった。
- フェルディナント（1809–1843）
- グスタフ（1811–1850）
- エルヴィン（ドイツ語版）（1813–1897） - ヴァルトシュタイン伯爵令嬢ヘンリエッテと結婚したが、すぐに死別。ロプコヴィッツ公女マリア・ローザと再婚。兄らが跡継ぎなしに早世すると、家督を相続。

エルヴィンの玄孫で現在ナイペルク家の当主であるカール・オイゲンは、オーストリア＝ハンガリー帝国の皇太子オットー・フォン・ハプスブルクの長女アンドレア・マリアと結婚した。
二番目の妻マリア・ルイーザ女公との間に2男2女がある。貴賤結婚となるため極秘であったが、ナイペルク伯の死後に子供の存在が明らかになり、最終的に「モンテヌーヴォ」の姓を与えられて貴族（伯爵のち侯爵）となった。ヴィルヘルム・アルブレヒトの息子アルフレートは、フランツ・ヨーゼフ1世が信頼した宮廷側近として皇帝の晩年に侍従長を務めた。
- アルベルティーネ（ドイツ語版）（1817–1867） - フォンタネッラート伯爵ルイージ・サンヴィターレと結婚。
- ヴィルヘルム・アルブレヒト（ドイツ語版）（1819–1895） - バッチャーニ＝シュトラットマン伯爵令嬢ユリアナと結婚。1864年、モンテヌーヴォ侯爵に叙された。
- マティルデ（1821） - 早逝
- グスタフ（1823） - 早逝